# پارک لین
پارک لِین (به انگلیسی: Park Lane) نام خیابانی در وست‌مینستر در مرکز لندن می‌باشد که در شرق هاید پارک واقع شده است. این خیابان از مناطق اعیان‌ نشین و ثروتمند لندن بوده و خانه‌های اعیانی آن مشهورند. پارک لین همچنین با می‌فیر که منطقه‌ای گران‌قیمت و امروزی در غرب لندن می‌باشد هم‌مرز است.